# Irasburg
Irasburg és una població dels Estats Units a l'estat de Vermont. Segons el cens del 2000 tenia 1.077 habitants.

## Demografia
Segons el cens del 2000, Irasburg tenia 1.077 habitants, 405 habitatges, i 317 famílies. La densitat de població era de 10,3 habitants per km².
Dels 405 habitatges en un 40% hi vivien nens de menys de 18 anys, en un 66,9% hi vivien parelles casades, en un 7,2% dones solteres, i en un 21,7% no eren unitats familiars. En el 16,5% dels habitatges hi vivien persones soles el 7,7% de les quals corresponia a persones de 65 anys o més que vivien soles. El nombre mitjà de persones vivint en cada habitatge era de 2,66 i el nombre mitjà de persones que vivien en cada família era de 2,98.
Per edats la població es repartia de la següent manera: un 28,3% tenia menys de 18 anys, un 7,1% entre 18 i 24, un 29,7% entre 25 i 44, un 23,6% de 45 a 60 i un 11,3% 65 anys o més.
L'edat mediana era de 37 anys. Per cada 100 dones de 18 o més anys hi havia 97,9 homes.
La renda mediana per habitatge era de 36.154 $ i la renda mediana per família de 39.167 $. Els homes tenien una renda mediana de 27.802 $ mentre que les dones 22.240 $. La renda per capita de la població era de 16.315 $. Entorn del 5,9% de les famílies i el 9,1% de la població estaven per davall del llindar de pobresa.